# Synagoge (Ansbach)

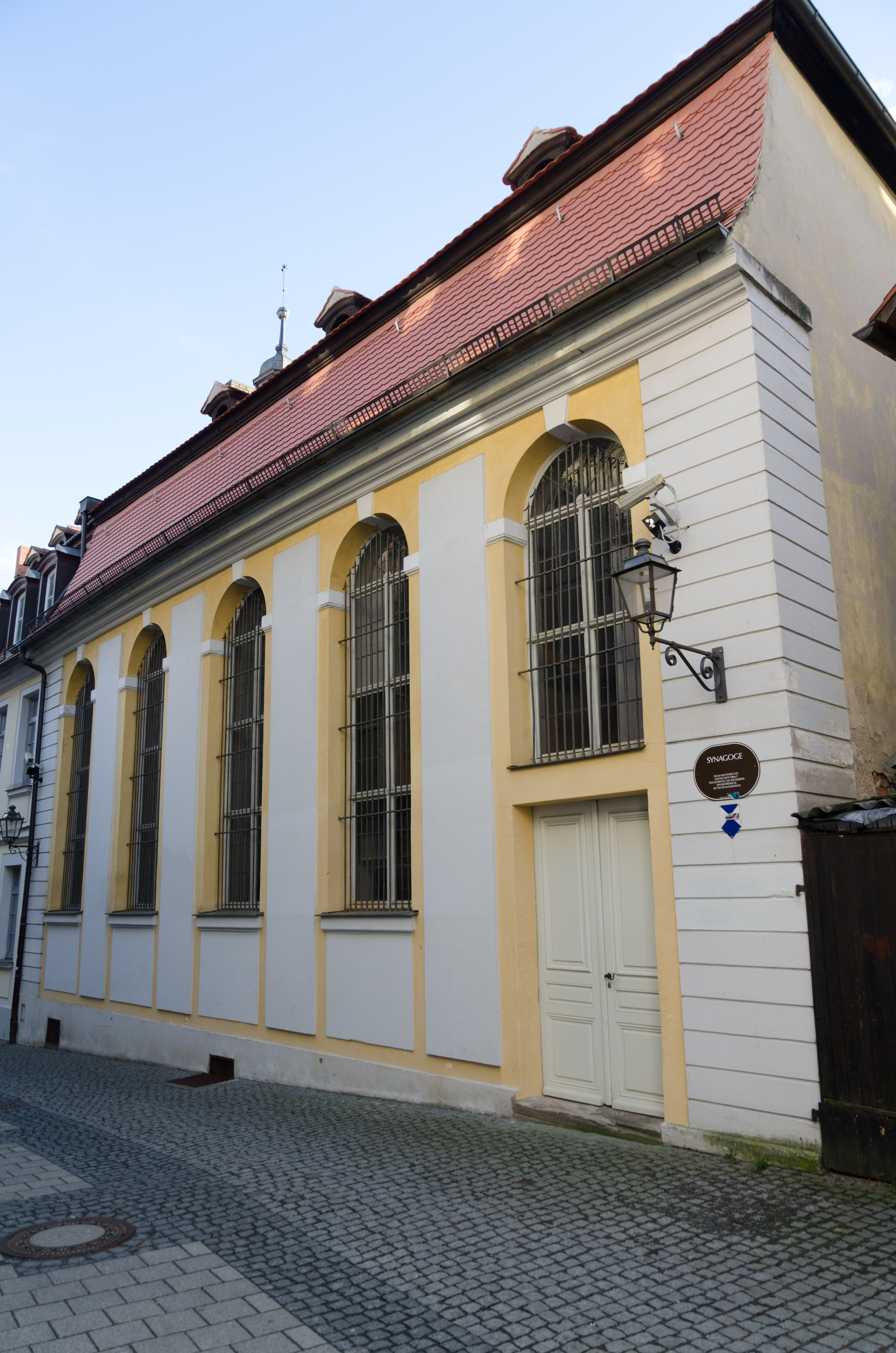
Synagoge in Ansbach

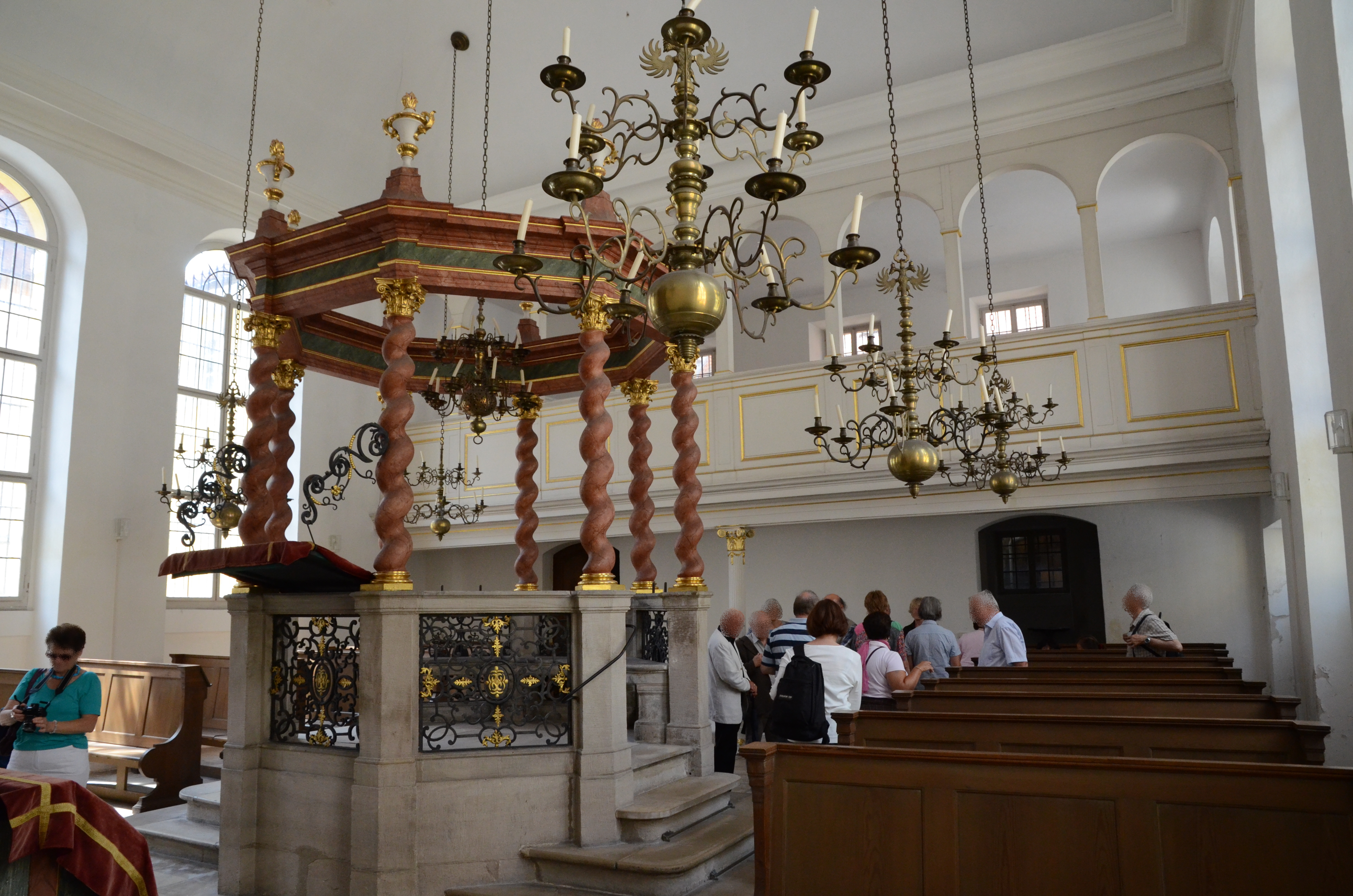
Innenansicht mit Blick auf Bima und Frauenempore

Die Synagoge in Ansbach, einer Stadt im nördlichen Bayern, wurde von 1744 bis 1746 errichtet. Die Synagoge an der Rosenbadstraße 3 ist ein geschütztes Baudenkmal.

## Geschichte

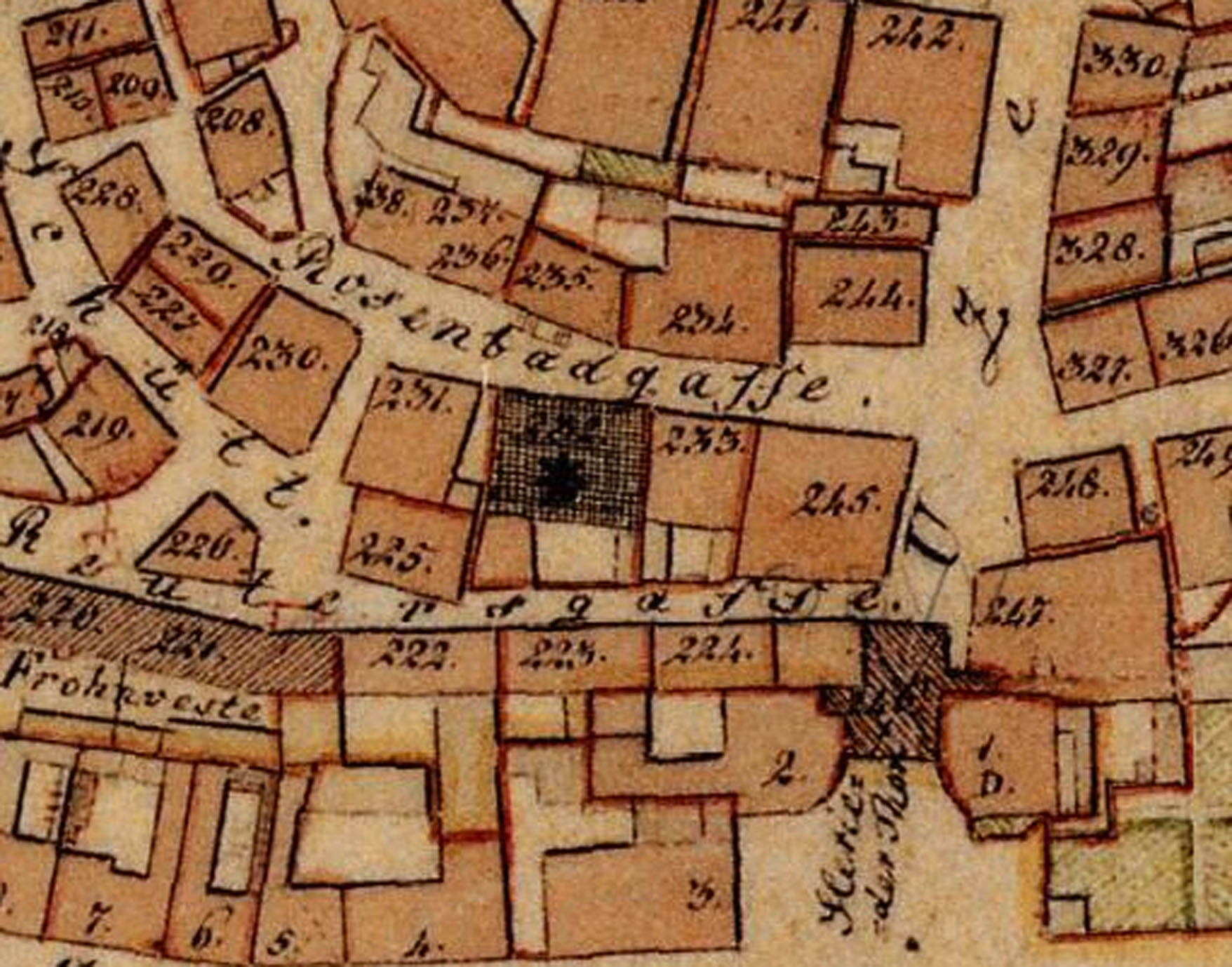
Lage der Synagoge (Nr. 232) in Häuserblock an der Rosenbadgasse, Stadtkarte von 1808 (Ausschnitt)

### Entstehung der Synagoge
Die neuzeitliche jüdische Gemeinde in Ansbach entstand im 17. Jahrhundert. Im Dreißigjährigen Krieg flohen zahlreiche jüdische Familien auf Grund des Krieges in die Stadt. Eine Synagoge oder ein Betsaal war bereits im Mittelalter vorhanden. Bis 1675 fand der Gottesdienst in einem Zimmer des Hauses von Amson Model, einem wohlhabenden Hoffaktor, statt. Nach einem Streit in dieser Synagoge entstanden zwei Privatsynagogen. 
Für den Bau einer gemeinsamen Synagoge bot der Hoffaktor Löw Israel 1743 ein ihm gehörendes Anwesen, wo bis 1737 eine Judenschule untergebracht war, der jüdischen Gemeinde zum Kauf an. Diese musste auf Druck des Markgrafen das Anwesen für 1.500 Gulden erwerben. Außerdem kaufte sie ein Nachbarhaus dazu. In den folgenden Jahren wurde nach den Plänen des italienischen Architekten Leopoldo Retti eine Synagoge errichtet, die am 2. September 1746 eingeweiht wurde.

### Zeit des Nationalsozialismus
Am 27. Oktober 1938 wurde während des Gottesdienstes eine Tränengasbombe in die Synagoge geworfen. Beim Novemberpogrom 1938 wurde dem Oberbürgermeister von der Gauleitung der NSDAP in Nürnberg befohlen, die Synagoge niederbrennen zu lassen. Möglicherweise aus Rücksichtnahme auf die angrenzenden „arischen“ Wohnhäuser inszenierten zwei SA-Männer nur einen Brand in der Synagoge. Sie zerschlugen Bänke, warfen Torarollen und andere religiöse Schriften zu den Trümmern und steckten alles in Brand. Dieser wurde von der Feuerwehr schnell gelöscht. Die geschändete Synagoge konnte danach nicht mehr für den Gottesdienst genutzt werden. Von 1939 bis 1945 wurde sie als Lebensmittellager zweckentfremdet.

### Nach 1945
Nach 1945 diente die Synagoge als jüdisches Gotteshaus für amerikanische Soldaten und für Displaced Persons. In den Jahren 1948/1949 wurde die Synagoge renoviert. Da in den folgenden Jahren die Zahl der jüdischen Einwohner in Ansbach ständig zurückging und ein Wiederentstehen einer jüdischen Gemeinde nicht erwartet werden konnte, wurde die Synagoge 1964 zu einem musealen und symbolischen Gotteshaus erklärt.

## Architektur
Die Synagoge im Stil des Barock besitzt hohe Rundbogenfenster. Die Fassade wird durch breite, flache Pilaster gegliedert. Im Inneren lassen sich italienische Einflüsse erkennen. Um 1840 wurde eine Kanzel eingebaut. Auch die Frauenempore wurde mehrfach vergrößert. Die Innenausstattung mit dem Almemor (Bima) und dem Toraschrein aus der Erbauungszeit blieb erhalten. Der Almemor mit achteckiger Steinbrüstung und acht gedrehten marmorierten Holzsäulen mit korinthischen Kapitellen steht im Zentrum des Raumes, der von sieben Deckenkronleuchtern aus Messing ausgeleuchtet werden kann. Das Bogenfeld des Toraschreins zeigt zwei Löwenfiguren, die die Gesetzestafeln halten. Die Synagoge bildet mit dem Rabbinerhaus, dem Schächterhäuschen und dem Männer- und Frauenbad (Mikwe) eine vollständige Anlage der alten Ansbacher jüdischen Gemeinde.

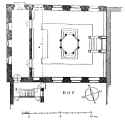
Grundriss
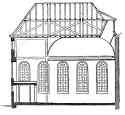
Längsschnitt
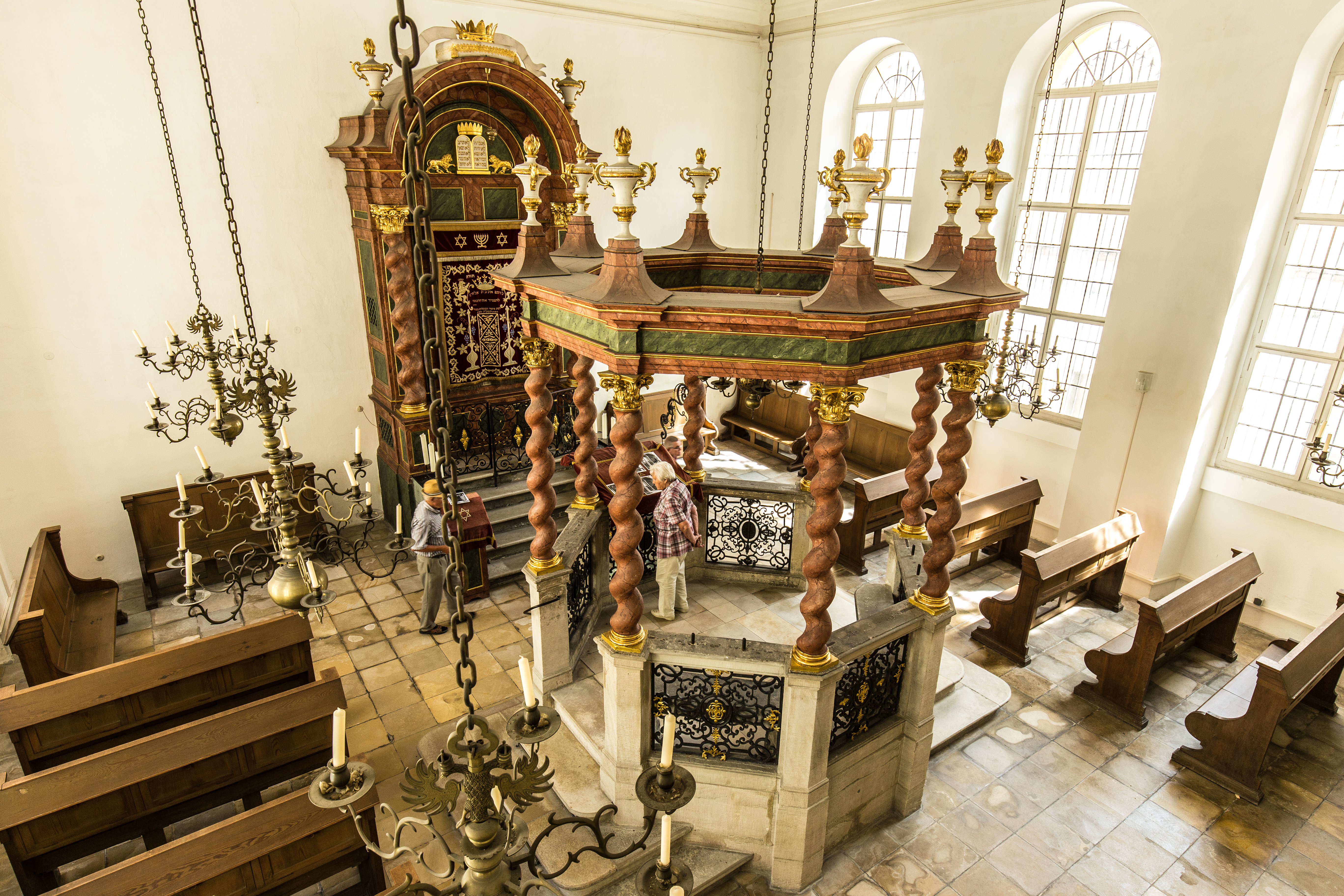
Innenansicht
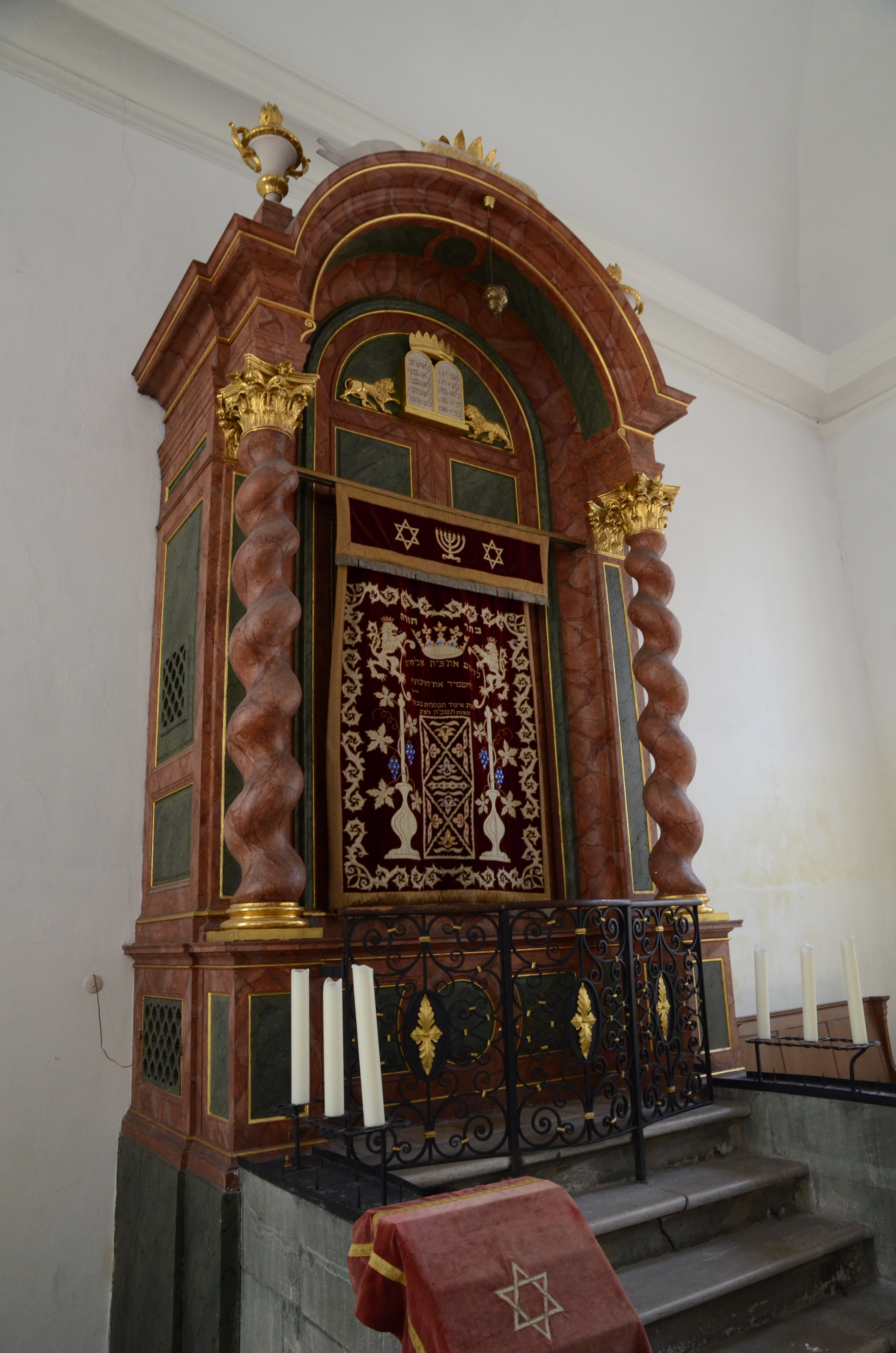
Toraschrein
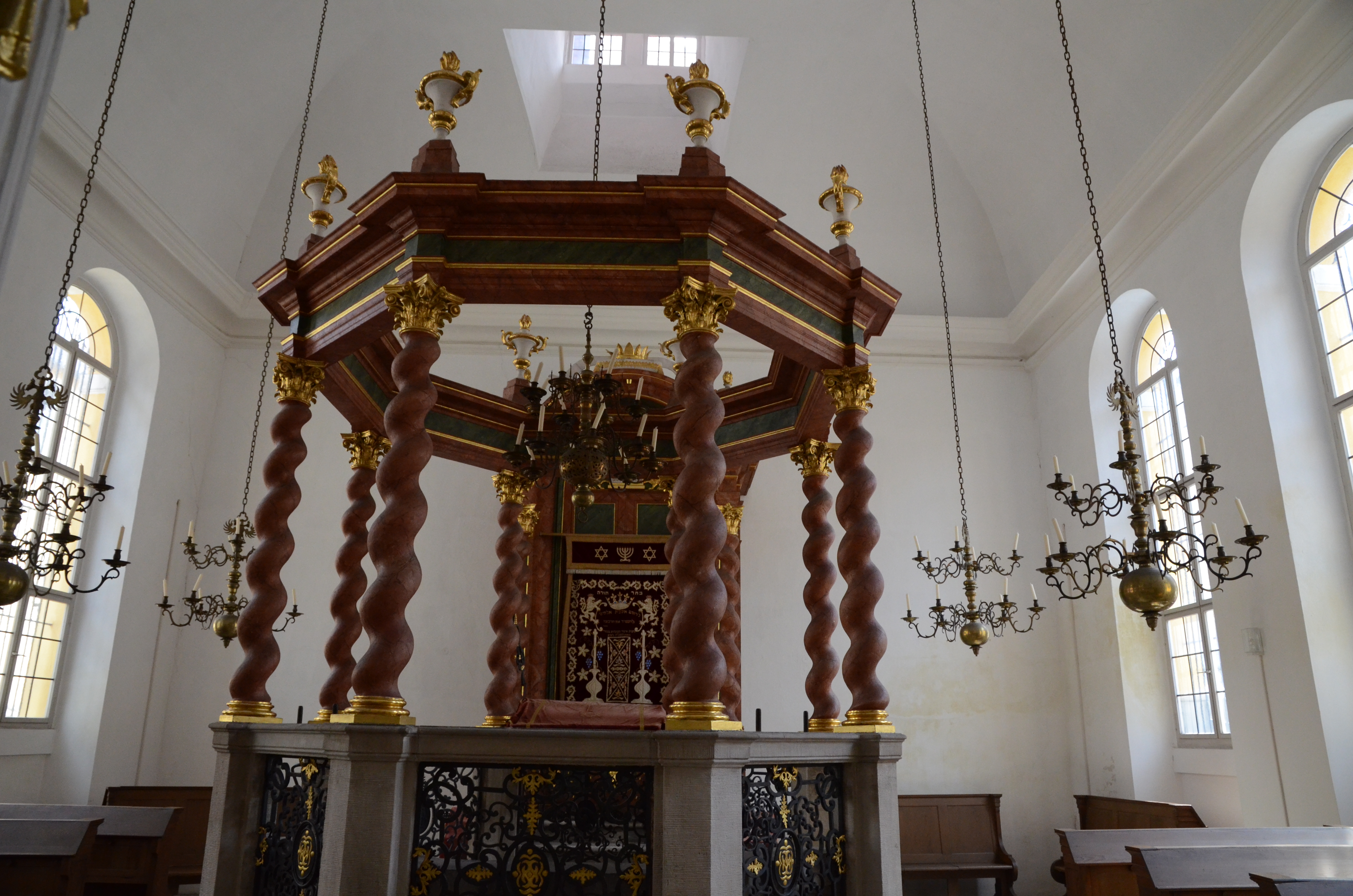
Bima

## Heutige Nutzung
Von 1985 an wurde eine umfassende Renovierung des Synagogengebäudes vorgenommen. In der Synagoge wurde im Juli 2012 ein Informationszentrum eröffnet, das die Geschichte der jüdischen Gemeinde in Ansbach und jüdisches Alltagsleben dokumentiert. Die Synagoge ist von Mai bis September an jedem zweiten und vierten Sonntag im Monat zwischen 15.00 und 17.00 Uhr geöffnet. Besucher können dann den Gebetsraum, die Ausstellung im Dienerhaus, den Synagogenhof und eines der beiden Ritualbäder besichtigen. Außerhalb der Öffnungszeiten ist die Synagoge im Rahmen von Stadtführungen und Veranstaltungen zugänglich. Jedes Jahr findet Anfang / Mitte November in der Synagoge eine Gedenkstunde zur Reichspogromnacht statt.